# Federico Degetau
Federico Degetau y González (Ponce, 5 de diciembre de 1862-Santurce, 20 de enero de 1914) fue un humanista, estudioso de los grandes filósofos, enfrascado en la búsqueda incansable del Bien - el Bien por el Bien y El Bien en el fin y el Bien en los medios, constituían su praxis- . Incursionó en la política como medio para lograr el Bien colectivo; fue un abogado prolífico que incluso llegó a postular ante el Tribunal Supremo de Estados Unidos; escritor de excelencia y  primer comisionado residente de Puerto Rico en la Cámara de Representantes de los Estados Unidos. En esta última posición, y gracias a sus eficientes gestiones, consiguió que a la figura del comisionado residente se le otorgara voz en el Congreso. 

## Biografía

### Primeros años y familia
Nació en 1862 en la ciudad de Ponce, donde también asistió a la escuela primaria y al Colegio Central de la localidad. Su padre era Mathias Degetau, hijo de una rica familia de Hamburgo. En Ponce, su padre Mathias manejó los bancos de Overman y Dede House, de los cuales su padre, Otto Georg Christian Degetau (abuelo de Federico), era socio. La madre de Federico era María de la Consolación González, hija de una respetada familia de San Juan. Sus padres se casaron en 1851.
Completó su educación en Barcelona, España, y se graduó en derecho de la Universidad Central de Madrid en 1887, ejerciendo labores como abogado en la capital del Reino. Allí, también fundó el periódico La Isla de Puerto Rico para promocionar los ideales autonomistas.

### Carrera política
Regresó a su isla y se unió al Partido Autonomista. Fue uno de los cuatro comisionados enviados por el Partido Autonomista de Puerto Rico para solicitar la autonomía de la isla ante España en 1896. La petición fue denegada en un principio, pero finalmente en noviembre de 1897 la Corona concedió a la isla una Carta Autonómica, creando un poder ejecutivo y legislativo propio para Puerto Rico. Se estableció en San Juan, Puerto Rico, y continuó ejerciendo la abogacía.
Fue diputado a las Cortes Generales españolas en 1898, regresando tras el estallido de la guerra hispano-estadounidense. Durante la etapa del Gobierno Militar (1898-1900), fue nombrado por el gobernador General Guy Vernor Henry como secretario del Interior en el primer gabinete formado bajo el gobierno estadounidense en Puerto Rico, en 1899. Fue nombrado por el sucesor del general Henry, el general George W. Davis, como miembro de la Junta Insular de Caridades.
Se convirtió en miembro del Partido Republicano Insular, que fue fundado en 1899 y abogaba por la plena anexión a los Estados Unidos. Fue el primer vicepresidente del consejo municipal de San Juan en 1899 y 1900, y fue presidente de la Junta de Educación de San Juan en 1900 y 1901.

#### Comisionado residente
Fue elegido representante de puertorriqueño para el puesto de comisionado residente en Washington, D. C. en 1900 por parte del Partido Republicano, y reelecto en 1902. Se desempeñó desde el 4 de marzo de 1901 hasta el 3 de marzo de 1905 en los Congresos 56.º, 57.º y 58.º. En una conferencia pronunciada en 1902 en la Universidad de Columbia, hoy Universidad George Washington, Degetau resumió sus ideales políticos sobre el estado de Puerto Rico:

El pueblo puertorriqueño ha entendido claramente que por su posición geográfica, así como por su historia, la Isla es, de hecho, una parte integral de la Unión Americana. Por esta razón, los partidos políticos de la Isla inscritos en sus respectivas plataformas tienen la aspiración unánime del pueblo de convertirse en territorio organizado, con la certeza de que pronto será admitido como Estado de la Unión Americana.
[...] La bandera estadounidense tal vez se puede bajar en las distantes Filipinas. Debe mantenerse en la isla vecina, con las instituciones de libertad y justicia que representa.

Mientras servía en el Congreso, fue miembro del Comité de Asuntos Insulares y presentó un proyecto de ley para otorgar la ciudadanía estadounidense a los residentes de Puerto Rico, que fracasó. No fue candidato para ser reelecto en 1904, y reanudó la su actividad en la abogacía. Antes de dejar el cargo, pronunció un discurso en la Cámara de Representantes donde, además de pedir la ciudadanía estadounidense para los puertorriqueños, un asunto que él veía que se resolvería en los tribunales, afirmó su lealtad a la Constitución estadounidense:

No sé, señor presidente, no sé, amigos míos, en esta relación patriótica nada superior, nada más elevado que la Constitución estadounidense. No concibo nada más sagrado que el juramento de apoyarlo.

### Años posteriores

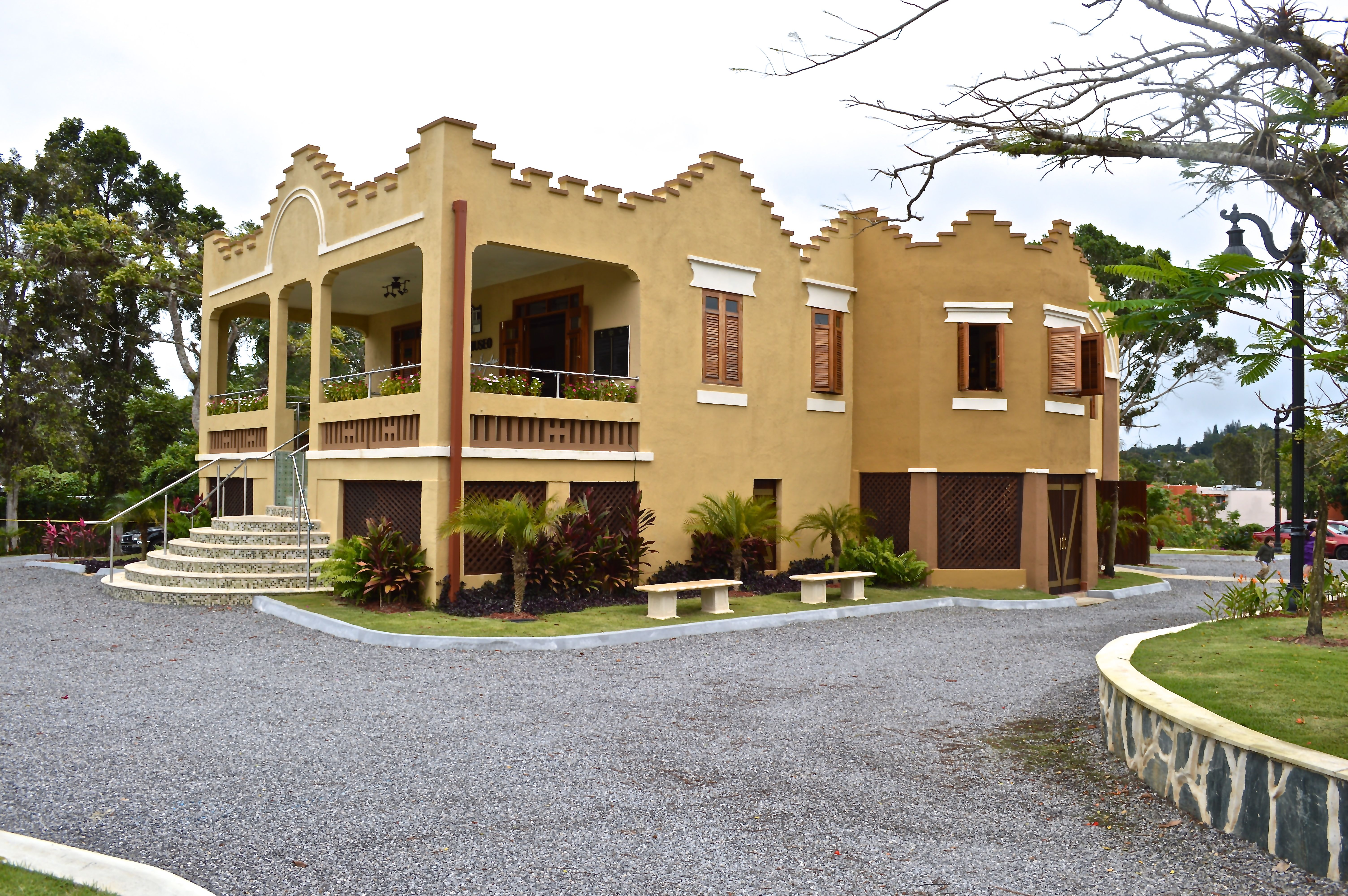
Casa de Degetau en Aibonito.

En 1905, después de viajar por Europa, donde compró una colección de pinturas, Degetau se mudó a Puerto Rico y estableció su residencia en la ciudad de Aibonito, donde administró una plantación de café. Fue nombrado en la Junta Sindical de la Universidad de Puerto Rico y trabajó para el establecimiento de la Universidad Panamericana en la isla, a la cual donó su colección de arte. Murió en Santurce, San Juan en 1914.

## Obra literaria
Como autor escribió:
- El secreto de la domadora (1885)
- El fondo de la domadora (1886)
- La Injuria (1893)
- ¡Qué Quijote!, Cuentos para el camino (1894)
- Juventud (1895)

## Homenajes
Degetau es homenajeado en el Parque del Tricentenario de Ponce. También fue homenajeado allí por sus contribuciones al campo de la literatura. La plaza central de Ponce lleva además el nombre de Federico Degetau.
En 1977, el Congreso de los Estados Unidos aprobó una ley para designar el nuevo edificio federal en San Juan, el "Edificio Federal Federico Degetau". Después de su promulgación, el edificio principal del gobierno federal estadounidense en Puerto Rico lleva su nombre.

## Fundación y museo Degetau

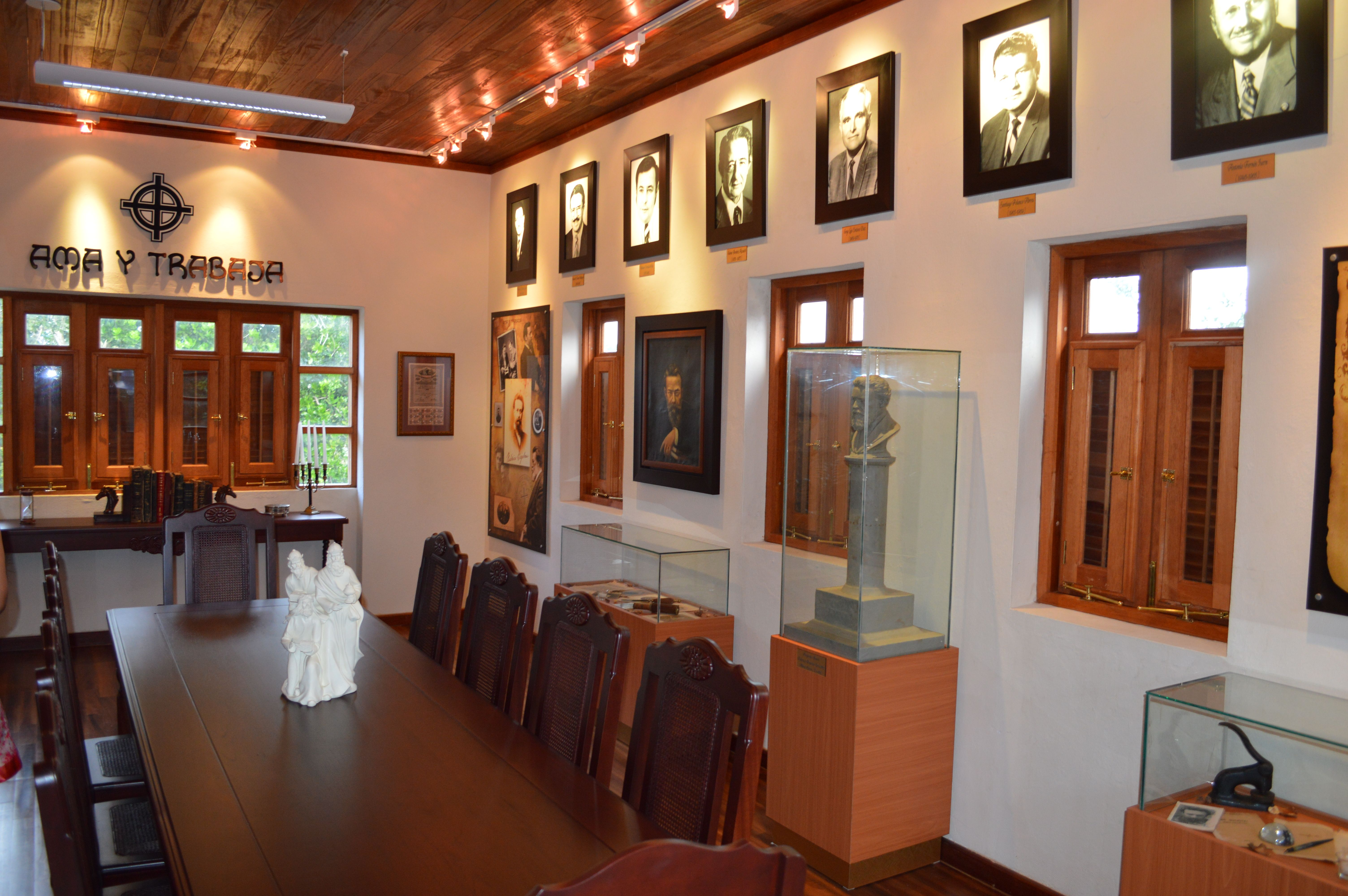
Habitación de la casa de Degetau en Aibonito.

Degetau no tuvo hijos y escribió un testamento para establecer una fundación por la cual su viuda y un amigo recibirían un usufructo de la mitad de sus propiedades; mientras que la otra mitad estaría destinada a «una institución de cultura en esta Isla de Puerto Rico, como una biblioteca, museo». Los beneficiarios de los fideicomisarios pronto se involucraron en litigios. El fracaso de la confianza de Degetau para lograr su objetivo se debió en parte a que la institución conocida en Estados Unidos como "fundación" no existía en el código civil puertorriqueño. Como resultado, la voluntad de Degetau nunca se estableció firmemente, y se perdió casi por completo.
En 2004, la Municipalidad de Aibonito intentó demoler la casa de Degetau para hacer espacio para un mayor desarrollo. En respuesta, el Patronato del Archivo Histórico de Aibonito y otras organizaciones de la comunidad, incluido el Colegio de Abogados de Puerto Rico, aprobaron una resolución contra el intento de demolición en el Tribunal Supremo de Puerto Rico e instaron al gobierno a tomar medidas. En 2010, la Asamblea Legislativa de Puerto Rico aprobó una ley que designó la casa y la granja de Degetau en Aibonito como un sitio histórico y ordenó la preservación de la casa conocida como Quinta Rosacruz.